# Miguel de Arizo
Miguel de Arizo (Aritzu en Navarre, 1595 - Madrid, 15 mai 1648) est un chanteur et compositeur classique espagnol.

## Biographie
Miguel de Arizo intègre une école de chant de 1604 à 1608 et en 1614 il est admis à la Capilla flamenca (chapelle flamande) de Madrid comme chanteur contralto, activité qu'il associe avec celle de chanteur de la Chapelle royale espagnole, à laquelle il s'incorpore de 1617 à 1627. En mars 1629, il obtient une autre place ordinaire de la Chapelle flamande, en plus de celle qu'il possédait déjà à la Chapelle royale espagnole. La dernière notice sur sa vie est de 1642, année où l'évêque de Pampelune lui octroie une pension.
Les uniques œuvres qui ont été conservées sont la chanson à quatre voix Filis del alma mía, un romance à trois voix intitulé Vistióse el prado galán et le  villancico sacré Por coronar a María las flores se deshojaron. Les deux premières font partie du recueil du chansonnier de la Sablonara.